# Équipe de Belgique de football en 1905
Maillots
Chronologie
Saison précédente Saison suivante
L'équipe de Belgique de football participe en 1905 à trois matchs internationaux. Elle remporte sa première victoire en compétition officielle face à l'équipe de France mais doit s'incliner par deux fois face aux Néerlandais.

## Résumé de la saison
Le 30 avril 1905, l'équipe de Belgique reçoit son homologue des Pays-Bas à Anvers dans le cadre de la Coupe Van den Abeele et s'incline (1-4),, face aux Oranje après que des prolongations aient dû être disputées afin de désigner un vainqueur au trophée. Il s'agit du premier match officiel de l'histoire des Pays-Bas.

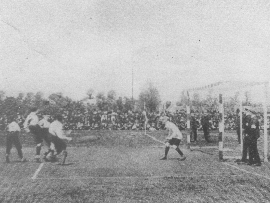
Eric Thornton défendant le but belge, le 14 mai 1905 à Rotterdam.

Ce jour-là, les représentants belges étrennaient un nouvel uniforme composé d'une chemise rouge frappée d'un grand lion jaune, proche des armoiries de Belgique, munie de manches noires et d'un col jaune, d'une culotte noire et de splendides casquettes, ou « caps » en anglais - d'où le nom donné par la suite à une sélection internationale car c'est sur ces casquettes qu'allaient être brodées, au fil du temps, les étoiles représentant le nombre de ces sélections obtenues par les joueurs (à l'origine ces sélections étaient toutefois indiquées par le nombre de galons sur la chemise). Plus tard dans la saison, la Belgique utilisa des maillots satinés et barrés de trois bandes horizontales rouge, jaune et noire, maillots que l'ancien athlète et journaliste Victor Boin décrivit plus tard comme « le record de laideur ».
Les futurs Diables Rouges jouent un deuxième match le 7 mai contre la France et s'imposent (7-0),. C'est la première victoire officielle de l'équipe de Belgique. La rencontre démarre avec une heure de retard car l'arbitre, John Lewis, s'était égaré. Cela n'est pas sans conséquence car, du côté français, Georges Crozier doit quitter le terrain à la 65e (17h50) afin de prendre le train à 18 heures pour réintégrer sa caserne. Il est alors suppléé par Fernand Canelle entre les perches et la France termine la rencontre à dix. Crozier arriva néanmoins en retard à sa caserne et fit quinze jours de prison.
Le 14 mai, la Belgique se déplace à Rotterdam pour la Rotterdamsch Nieuwsblad Beker et est battue une nouvelle fois sèchement par ses voisins hollandais (4-0).
Vers la fin de l'année, le 15 novembre, fut créé un comité de sélection chargé de désigner les joueurs appelés à défendre les couleurs nationales. Jusqu'alors, les délégués de tous les clubs votaient à l'issue d'interminables tractations. Ce nouveau comité, composé de MM. Paul Havenith, Albert Friling, Joseph Romdenne et Rodolphe William Seeldrayers, était chargé de sélectionner les internationaux, d'organiser des parties d'entraînement et de choisir un équipement décent. Il fut dès lors décidé qu'à l'avenir les joueurs ne revêtiraient plus de rutilant tricot en satin bariolé mais une vareuse rouge plus sobre.

## Les matchs
| Match amical Coupe Van den Abeele                              | Belgique            | 1 - 4 a. p.    | Pays-Bas                        | Kiel Anvers, Belgique                     |                                           |
| 30 avril 1905 · 14:00 heure locale · Historique des rencontres | Stom (nl) 87e (csc) | (0 – 0, 1 – 1) | de Neve (nl) 80e 106e 117e 119e | Spectateurs : 800 Arbitrage : Franz König | Spectateurs : 800 Arbitrage : Franz König |
| 30 avril 1905 · 14:00 heure locale · Historique des rencontres | Rapport             |                |                                 | Spectateurs : 800 Arbitrage : Franz König | Spectateurs : 800 Arbitrage : Franz König |

Note : Première rencontre officielle entre les deux nations.
| Match amical                                                | Belgique                                                       | 7 - 0   | France      | Stade du Vivier d'Oie Uccle, Belgique                                         |                                                                               |
| 7 mai 1905 · 16:00 heure locale · Historique des rencontres | Van Hoorden 15e 70e · Destrebecq 19e 55e 86e · Theunen 30e 80e | (3 – 0) |             | Spectateurs : 300 · Arbitrage : · Rodolphe Seeldrayers 16e · John Lewis 16e · | Spectateurs : 300 · Arbitrage : · Rodolphe Seeldrayers 16e · John Lewis 16e · |
| 7 mai 1905 · 16:00 heure locale · Historique des rencontres |                                                                | Rapport | Crozier 65e | Spectateurs : 300 · Arbitrage : · Rodolphe Seeldrayers 16e · John Lewis 16e · | Spectateurs : 300 · Arbitrage : · Rodolphe Seeldrayers 16e · John Lewis 16e · |

| Match amical Rotterdamsch Nieuwsblad Beker                   | Pays-Bas                                                               | 4 - 0   | Belgique | Schuttersveld Rotterdam, Pays-Bas                     |                                                       |
| 14 mai 1905 · 14:00 heure locale · Historique des rencontres | de Korver 74e · de Neve (nl) 76e · Lutjens (nl) 80e · Kessler (nl) 84e | (0 – 0) |          | Spectateurs : 30 000 Arbitrage : Henri Vermeulen (nl) | Spectateurs : 30 000 Arbitrage : Henri Vermeulen (nl) |
| 14 mai 1905 · 14:00 heure locale · Historique des rencontres | Rapport                                                                |         |          | Spectateurs : 30 000 Arbitrage : Henri Vermeulen (nl) | Spectateurs : 30 000 Arbitrage : Henri Vermeulen (nl) |

## Les joueurs
| Joueurs                  | Joueurs                  | Amical | Amical | Amical |
| ------------------------ | ------------------------ | ------ | ------ | ------ |
| Gardiens de but          |                          |        |        |        |
| Eric Thornton            | Léopold Football Club    | 120    |        | 90     |
| Robert Hustin            | Racing Club de Bruxelles |        | 90     |        |
| Défenseurs               |                          |        |        |        |
| Émile Andrieu            | Racing Club de Bruxelles | 120    |        |        |
| Edgard Poelmans          | Union Saint-Gilloise     | 120    | 90     | 90     |
| Hector Tasson            | Racing Club de Bruxelles | 120    | 90     |        |
| Ernest Moreau de Melen   | FC Liégeois              |        | 90,    |        |
| Guillaume Vanden Eynde   | Union Saint-Gilloise     |        |        | 90     |
| Milieux                  |                          |        |        |        |
| Paul Grumeau             | Union Saint-Gilloise     | 120,   |        |        |
| Camille Van Hoorden      | Racing Club de Bruxelles | 120    | 90     | 90     |
| Clément Robyn            | Daring Club de Bruxelles | 120    |        |        |
| Prosper Brandsteert      | Daring Club de Bruxelles | 120,   |        |        |
| Henri Dedecker           | Racing Club de Bruxelles |        | 90     | 90     |
| Maurice Tobias           | Union Saint-Gilloise     |        | 90     | 90     |
| Laurent Theunen          | Racing Club de Bruxelles |        | 90 ,   | 90     |
| Joseph Romdenne          | Union Saint-Gilloise     |        |        | 90,    |
| Attaquants               |                          |        |        |        |
| Gustave Vanderstappen    | Union Saint-Gilloise     | 120    | 90     | 90     |
| Pierre-Joseph Destrebecq | Union Saint-Gilloise     | 120    | 90     | 90     |
| Charles Vanderstappen    | Union Saint-Gilloise     | 120    | 90     | 90     |

1. 1 2 3 4 5 6 7 8 9 10 11 12  Première sélection officielle pour le joueur.
2. 1 2 3 4 5 6  Dernière sélection officielle pour le joueur.
3. 1 2  Premier but officiel pour le joueur.

## Sources